# 사회과학고등연구원

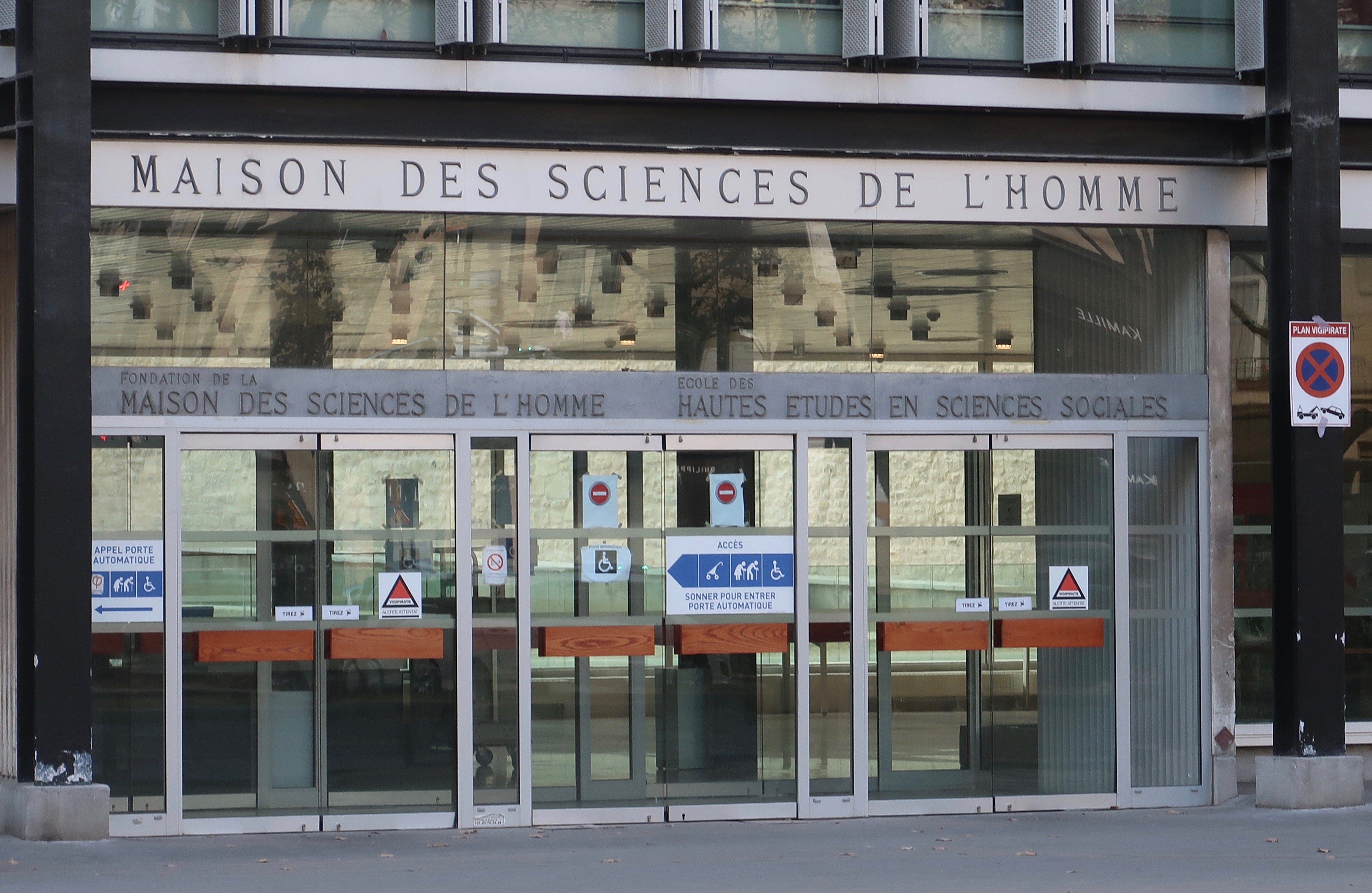

사회과학고등연구원(École des hautes études en sciences sociales), EHESS는 파리에 위치한 프랑스의 그랑테타블리스망으로, 철학, 역사, 고고학, 인류학, 민족학, 지리학, 사회학, 통계학, 법사회학, 정치학, 인구통계학, 경제학, 언어학, 문학이론과 예술 등(이론과 실천 형식)의 사회과학과 인문학 분야의 연구 교육을 담당한다.
사회과학고등연구원은 많은 연구자 수에 비해 상대적으로 적은 학생수, 세미나 중점으로 이뤄지는 특징, 교육의 독창성 등을 통해 프랑스 교육과 연구 현황에서 특별한 위치를 점한다. 그렇기에 사회과학고등연구원은 학생 전체에서 박사 과정생의 비율이 프랑스 고등교육기관 평균치와 비교했을 때 매우 높다.

## 과거와 현재의 교수진 및 연구진
- 롤랑 바르트
- 피에르 부르디외
- 자크 데리다
- 밀란 쿤데라
- 로베르 브와예
- 조르주 디디 위베르만
- 에바 일루즈
- 토마 피케티
- 마르크 오제
- 프랑수아즈 에리티에
- 로즈 마리 라그라브
- 디디에 파상
- 프레데릭 로르동
- 쥘리에트 렌느

## 같이 보기
- 사회연구 뉴 스쿨
- 분류:사회과학고등연구원 동문